# چبانس (ایلینوی)
چبانس (به انگلیسی: Chebanse) یک روستا در ایالات متحده آمریکا است که در ایلینوی واقع شده‌است. چبانس ۳٫۰۷ کیلومتر مربع مساحت و ۱٬۰۶۲ نفر جمعیت دارد و ۲۰۲٫۳۹ متر بالاتر از سطح دریا واقع شده‌است.